# Museus Reais de Belas-Artes da Bélgica
Os Reais museus de Belas-Artes da Bélgica são:
- Museu Antoine Wiertz
- Museu Constantin Meunier
- Museu de Arte Antiga de Bruxelas
- Museu de Arte Moderna de Bruxelas

Royal Museums of Fine Arts of Belgium é um museu de arte localizado na Rue de la Régence 3, Pentagon, Bruxelas, 1000, BE.